# کریستینا اسفندیاری

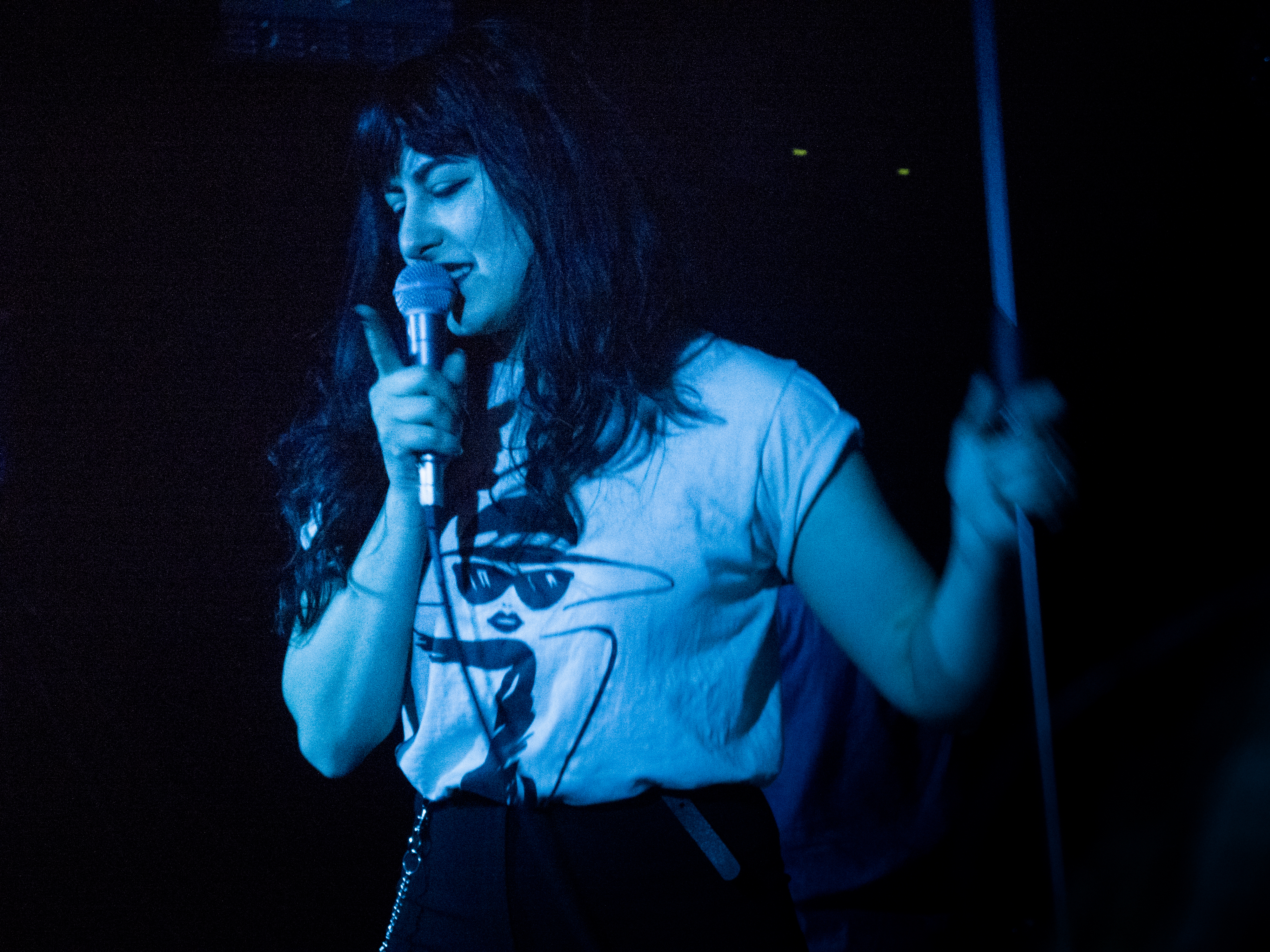
کریستینا اسفندیاری در کنسرت برلین

کریستینا اسفندیاری (متولد ۴ مارس ۱۹۸۸) (انگلیسی: Kristina Esfandiari) خواننده و ترانه‌سرای آمریکایی-ایرانی است و به همراه گروه کینگ وومن موسیقی اجرا می‌کند.

## اوایل زندگی
اسفندیاری در «کلیسای مسیحی کاریزماتیک» پرورش یافت. وی با اصرار مادرش، در کلیسای خود در سن ۱۵ سالگی به گروه سرود کلیسا پیوست و رهبر گروه شد. در ۲۲ سالگی، او به Bay Area نقل مکان کرد.

## حرفه
کریستینا به عنوان خواننده اصلی گروه کینگ وومن شناخته می‌شود. اسفندیاری پس از قطع روابط با مذهب، کینگ وومن را به عنوان یک پروژه انفرادی در سال ۲۰۰۹ آغاز کرد. این پروژه بعداً به گروه تبدیل شد، پس از آن که وی به یکی از دوستان کودکی اش، جوی ریگوزا و کولین گالاگر پیوست.
در اوایل گروه موسیقی، اسفندیاری به خاطر آوازهای سنگین و دراماتیک خود در طول برنامه‌های زنده مشهور شد. او به عنوان یک هنرمند تکنوازی در آلبوم موسیقی «بدبخت» نیز شناخته شده‌است.
او موفق شده‌است تعدادی از EPها (رؤیای هالووین و روزهای سگی) را منتشر کند، در حالی که «غیرقابل کنترل» آخرین LP اجرای انفرادی او بود.
این آلبوم در آوریل 2016 به سرعت مورد علاقه طرفداران قرار گرفت و رکورد دستیابی به موفقیت را کسب کرد. پیچفورک و اسپین از کار او تمجید کردند. او بعدها تور بزرگی در ایالات متحده برگزار کرد.
کریستینا قبلاً با گروه shoegaze Whirr همکاری کرده‌است.

## دیسکوگرافی
تک آهنگ‌ها / EP
- آستانه درد (۲۰۱۹)

### زن وومن
آلبوم‌ها
- ایجاد شده در تصویر رنج (۲۰۱۷)

تک آهنگ‌ها / EP
- Degrida / Sick Bed (2013)
- Dove / Fond Affections (2014)
- Doubt EP (2015)

### بدبخت
آلبوم‌ها
- غیرقابل کنترل (۲۰۱۶)

تک آهنگ‌ها / EP
- تقسیم با گری زین (۲۰۱۳)
- Halloween Dream EP (2014)
- Dog Days EP (2014)
- Loverboy EP (2018)

### NGHTCRWLR
آلبوم‌ها
- بگذارید بچه‌ها فریاد بزنند (۲۰۲۰)